# 1666
Portal Geschichte | Portal Biografien | Aktuelle Ereignisse | Jahreskalender | Tagesartikel

◄ |
16. Jahrhundert |
17. Jahrhundert
| 18. Jahrhundert | ►

◄ |
1630er |
1640er |
1650er |
1660er
| 1670er | 1680er | 1690er | ►

◄◄ |
◄ |
1662 |
1663 |
1664 |
1665 |
1666
| 1667 | 1668 | 1669 | 1670 | ► | ►►
Staatsoberhäupter  · Nekrolog   · Musikjahr
| Januar | Januar | Januar | Januar | Januar | Januar | Januar | Januar |
| Kw     | Mo     | Di     | Mi     | Do     | Fr     | Sa     | So     |
| ------ | ------ | ------ | ------ | ------ | ------ | ------ | ------ |
| 53     |        |        |        |        | 1      | 2      | 3      |
| 1      | 4      | 5      | 6      | 7      | 8      | 9      | 10     |
| 2      | 11     | 12     | 13     | 14     | 15     | 16     | 17     |
| 3      | 18     | 19     | 20     | 21     | 22     | 23     | 24     |
| 4      | 25     | 26     | 27     | 28     | 29     | 30     | 31     |

| Februar | Februar | Februar | Februar | Februar | Februar | Februar | Februar |
| Kw      | Mo      | Di      | Mi      | Do      | Fr      | Sa      | So      |
| ------- | ------- | ------- | ------- | ------- | ------- | ------- | ------- |
| 5       | 1       | 2       | 3       | 4       | 5       | 6       | 7       |
| 6       | 8       | 9       | 10      | 11      | 12      | 13      | 14      |
| 7       | 15      | 16      | 17      | 18      | 19      | 20      | 21      |
| 8       | 22      | 23      | 24      | 25      | 26      | 27      | 28      |

| März | März | März | März | März | März | März | März |
| Kw   | Mo   | Di   | Mi   | Do   | Fr   | Sa   | So   |
| ---- | ---- | ---- | ---- | ---- | ---- | ---- | ---- |
| 9    | 1    | 2    | 3    | 4    | 5    | 6    | 7    |
| 10   | 8    | 9    | 10   | 11   | 12   | 13   | 14   |
| 11   | 15   | 16   | 17   | 18   | 19   | 20   | 21   |
| 12   | 22   | 23   | 24   | 25   | 26   | 27   | 28   |
| 13   | 29   | 30   | 31   |      |      |      |      |

| April | April | April | April | April | April | April | April |
| Kw    | Mo    | Di    | Mi    | Do    | Fr    | Sa    | So    |
| ----- | ----- | ----- | ----- | ----- | ----- | ----- | ----- |
| 13    |       |       |       | 1     | 2     | 3     | 4     |
| 14    | 5     | 6     | 7     | 8     | 9     | 10    | 11    |
| 15    | 12    | 13    | 14    | 15    | 16    | 17    | 18    |
| 16    | 19    | 20    | 21    | 22    | 23    | 24    | 25    |
| 17    | 26    | 27    | 28    | 29    | 30    |       |       |

| Mai | Mai | Mai | Mai | Mai | Mai | Mai | Mai |
| Kw  | Mo  | Di  | Mi  | Do  | Fr  | Sa  | So  |
| --- | --- | --- | --- | --- | --- | --- | --- |
| 17  |     |     |     |     |     | 1   | 2   |
| 18  | 3   | 4   | 5   | 6   | 7   | 8   | 9   |
| 19  | 10  | 11  | 12  | 13  | 14  | 15  | 16  |
| 20  | 17  | 18  | 19  | 20  | 21  | 22  | 23  |
| 21  | 24  | 25  | 26  | 27  | 28  | 29  | 30  |
| 22  | 31  |     |     |     |     |     |     |

| Juni | Juni | Juni | Juni | Juni | Juni | Juni | Juni |
| Kw   | Mo   | Di   | Mi   | Do   | Fr   | Sa   | So   |
| ---- | ---- | ---- | ---- | ---- | ---- | ---- | ---- |
| 22   |      | 1    | 2    | 3    | 4    | 5    | 6    |
| 23   | 7    | 8    | 9    | 10   | 11   | 12   | 13   |
| 24   | 14   | 15   | 16   | 17   | 18   | 19   | 20   |
| 25   | 21   | 22   | 23   | 24   | 25   | 26   | 27   |
| 26   | 28   | 29   | 30   |      |      |      |      |

| Juli | Juli | Juli | Juli | Juli | Juli | Juli | Juli |
| Kw   | Mo   | Di   | Mi   | Do   | Fr   | Sa   | So   |
| ---- | ---- | ---- | ---- | ---- | ---- | ---- | ---- |
| 26   |      |      |      | 1    | 2    | 3    | 4    |
| 27   | 5    | 6    | 7    | 8    | 9    | 10   | 11   |
| 28   | 12   | 13   | 14   | 15   | 16   | 17   | 18   |
| 29   | 19   | 20   | 21   | 22   | 23   | 24   | 25   |
| 30   | 26   | 27   | 28   | 29   | 30   | 31   |      |

| August | August | August | August | August | August | August | August |
| Kw     | Mo     | Di     | Mi     | Do     | Fr     | Sa     | So     |
| ------ | ------ | ------ | ------ | ------ | ------ | ------ | ------ |
| 30     |        |        |        |        |        |        | 1      |
| 31     | 2      | 3      | 4      | 5      | 6      | 7      | 8      |
| 32     | 9      | 10     | 11     | 12     | 13     | 14     | 15     |
| 33     | 16     | 17     | 18     | 19     | 20     | 21     | 22     |
| 34     | 23     | 24     | 25     | 26     | 27     | 28     | 29     |
| 35     | 30     | 31     |        |        |        |        |        |

| September | September | September | September | September | September | September | September |
| Kw        | Mo        | Di        | Mi        | Do        | Fr        | Sa        | So        |
| --------- | --------- | --------- | --------- | --------- | --------- | --------- | --------- |
| 35        |           |           | 1         | 2         | 3         | 4         | 5         |
| 36        | 6         | 7         | 8         | 9         | 10        | 11        | 12        |
| 37        | 13        | 14        | 15        | 16        | 17        | 18        | 19        |
| 38        | 20        | 21        | 22        | 23        | 24        | 25        | 26        |
| 39        | 27        | 28        | 29        | 30        |           |           |           |

| Oktober | Oktober | Oktober | Oktober | Oktober | Oktober | Oktober | Oktober |
| Kw      | Mo      | Di      | Mi      | Do      | Fr      | Sa      | So      |
| ------- | ------- | ------- | ------- | ------- | ------- | ------- | ------- |
| 39      |         |         |         |         | 1       | 2       | 3       |
| 40      | 4       | 5       | 6       | 7       | 8       | 9       | 10      |
| 41      | 11      | 12      | 13      | 14      | 15      | 16      | 17      |
| 42      | 18      | 19      | 20      | 21      | 22      | 23      | 24      |
| 43      | 25      | 26      | 27      | 28      | 29      | 30      | 31      |

| November | November | November | November | November | November | November | November |
| Kw       | Mo       | Di       | Mi       | Do       | Fr       | Sa       | So       |
| -------- | -------- | -------- | -------- | -------- | -------- | -------- | -------- |
| 44       | 1        | 2        | 3        | 4        | 5        | 6        | 7        |
| 45       | 8        | 9        | 10       | 11       | 12       | 13       | 14       |
| 46       | 15       | 16       | 17       | 18       | 19       | 20       | 21       |
| 47       | 22       | 23       | 24       | 25       | 26       | 27       | 28       |
| 48       | 29       | 30       |          |          |          |          |          |

| Dezember | Dezember | Dezember | Dezember | Dezember | Dezember | Dezember | Dezember |
| Kw       | Mo       | Di       | Mi       | Do       | Fr       | Sa       | So       |
| -------- | -------- | -------- | -------- | -------- | -------- | -------- | -------- |
| 48       |          |          | 1        | 2        | 3        | 4        | 5        |
| 49       | 6        | 7        | 8        | 9        | 10       | 11       | 12       |
| 50       | 13       | 14       | 15       | 16       | 17       | 18       | 19       |
| 51       | 20       | 21       | 22       | 23       | 24       | 25       | 26       |
| 52       | 27       | 28       | 29       | 30       | 31       |          |          |

| Januar | Januar | Januar | Januar | Januar | Januar | Januar | Januar |
| Kw     | Mo     | Di     | Mi     | Do     | Fr     | Sa     | So     |
| ------ | ------ | ------ | ------ | ------ | ------ | ------ | ------ |
| 53     |        |        |        |        | 1      | 2      | 3      |
| 1      | 4      | 5      | 6      | 7      | 8      | 9      | 10     |
| 2      | 11     | 12     | 13     | 14     | 15     | 16     | 17     |
| 3      | 18     | 19     | 20     | 21     | 22     | 23     | 24     |
| 4      | 25     | 26     | 27     | 28     | 29     | 30     | 31     |

| Februar | Februar | Februar | Februar | Februar | Februar | Februar | Februar |
| Kw      | Mo      | Di      | Mi      | Do      | Fr      | Sa      | So      |
| ------- | ------- | ------- | ------- | ------- | ------- | ------- | ------- |
| 5       | 1       | 2       | 3       | 4       | 5       | 6       | 7       |
| 6       | 8       | 9       | 10      | 11      | 12      | 13      | 14      |
| 7       | 15      | 16      | 17      | 18      | 19      | 20      | 21      |
| 8       | 22      | 23      | 24      | 25      | 26      | 27      | 28      |

| März | März | März | März | März | März | März | März |
| Kw   | Mo   | Di   | Mi   | Do   | Fr   | Sa   | So   |
| ---- | ---- | ---- | ---- | ---- | ---- | ---- | ---- |
| 9    | 1    | 2    | 3    | 4    | 5    | 6    | 7    |
| 10   | 8    | 9    | 10   | 11   | 12   | 13   | 14   |
| 11   | 15   | 16   | 17   | 18   | 19   | 20   | 21   |
| 12   | 22   | 23   | 24   | 25   | 26   | 27   | 28   |
| 13   | 29   | 30   | 31   |      |      |      |      |

| April | April | April | April | April | April | April | April |
| Kw    | Mo    | Di    | Mi    | Do    | Fr    | Sa    | So    |
| ----- | ----- | ----- | ----- | ----- | ----- | ----- | ----- |
| 13    |       |       |       | 1     | 2     | 3     | 4     |
| 14    | 5     | 6     | 7     | 8     | 9     | 10    | 11    |
| 15    | 12    | 13    | 14    | 15    | 16    | 17    | 18    |
| 16    | 19    | 20    | 21    | 22    | 23    | 24    | 25    |
| 17    | 26    | 27    | 28    | 29    | 30    |       |       |

| Mai | Mai | Mai | Mai | Mai | Mai | Mai | Mai |
| Kw  | Mo  | Di  | Mi  | Do  | Fr  | Sa  | So  |
| --- | --- | --- | --- | --- | --- | --- | --- |
| 17  |     |     |     |     |     | 1   | 2   |
| 18  | 3   | 4   | 5   | 6   | 7   | 8   | 9   |
| 19  | 10  | 11  | 12  | 13  | 14  | 15  | 16  |
| 20  | 17  | 18  | 19  | 20  | 21  | 22  | 23  |
| 21  | 24  | 25  | 26  | 27  | 28  | 29  | 30  |
| 22  | 31  |     |     |     |     |     |     |

| Juni | Juni | Juni | Juni | Juni | Juni | Juni | Juni |
| Kw   | Mo   | Di   | Mi   | Do   | Fr   | Sa   | So   |
| ---- | ---- | ---- | ---- | ---- | ---- | ---- | ---- |
| 22   |      | 1    | 2    | 3    | 4    | 5    | 6    |
| 23   | 7    | 8    | 9    | 10   | 11   | 12   | 13   |
| 24   | 14   | 15   | 16   | 17   | 18   | 19   | 20   |
| 25   | 21   | 22   | 23   | 24   | 25   | 26   | 27   |
| 26   | 28   | 29   | 30   |      |      |      |      |

| Juli | Juli | Juli | Juli | Juli | Juli | Juli | Juli |
| Kw   | Mo   | Di   | Mi   | Do   | Fr   | Sa   | So   |
| ---- | ---- | ---- | ---- | ---- | ---- | ---- | ---- |
| 26   |      |      |      | 1    | 2    | 3    | 4    |
| 27   | 5    | 6    | 7    | 8    | 9    | 10   | 11   |
| 28   | 12   | 13   | 14   | 15   | 16   | 17   | 18   |
| 29   | 19   | 20   | 21   | 22   | 23   | 24   | 25   |
| 30   | 26   | 27   | 28   | 29   | 30   | 31   |      |

| August | August | August | August | August | August | August | August |
| Kw     | Mo     | Di     | Mi     | Do     | Fr     | Sa     | So     |
| ------ | ------ | ------ | ------ | ------ | ------ | ------ | ------ |
| 30     |        |        |        |        |        |        | 1      |
| 31     | 2      | 3      | 4      | 5      | 6      | 7      | 8      |
| 32     | 9      | 10     | 11     | 12     | 13     | 14     | 15     |
| 33     | 16     | 17     | 18     | 19     | 20     | 21     | 22     |
| 34     | 23     | 24     | 25     | 26     | 27     | 28     | 29     |
| 35     | 30     | 31     |        |        |        |        |        |

| September | September | September | September | September | September | September | September |
| Kw        | Mo        | Di        | Mi        | Do        | Fr        | Sa        | So        |
| --------- | --------- | --------- | --------- | --------- | --------- | --------- | --------- |
| 35        |           |           | 1         | 2         | 3         | 4         | 5         |
| 36        | 6         | 7         | 8         | 9         | 10        | 11        | 12        |
| 37        | 13        | 14        | 15        | 16        | 17        | 18        | 19        |
| 38        | 20        | 21        | 22        | 23        | 24        | 25        | 26        |
| 39        | 27        | 28        | 29        | 30        |           |           |           |

| Oktober | Oktober | Oktober | Oktober | Oktober | Oktober | Oktober | Oktober |
| Kw      | Mo      | Di      | Mi      | Do      | Fr      | Sa      | So      |
| ------- | ------- | ------- | ------- | ------- | ------- | ------- | ------- |
| 39      |         |         |         |         | 1       | 2       | 3       |
| 40      | 4       | 5       | 6       | 7       | 8       | 9       | 10      |
| 41      | 11      | 12      | 13      | 14      | 15      | 16      | 17      |
| 42      | 18      | 19      | 20      | 21      | 22      | 23      | 24      |
| 43      | 25      | 26      | 27      | 28      | 29      | 30      | 31      |

| November | November | November | November | November | November | November | November |
| Kw       | Mo       | Di       | Mi       | Do       | Fr       | Sa       | So       |
| -------- | -------- | -------- | -------- | -------- | -------- | -------- | -------- |
| 44       | 1        | 2        | 3        | 4        | 5        | 6        | 7        |
| 45       | 8        | 9        | 10       | 11       | 12       | 13       | 14       |
| 46       | 15       | 16       | 17       | 18       | 19       | 20       | 21       |
| 47       | 22       | 23       | 24       | 25       | 26       | 27       | 28       |
| 48       | 29       | 30       |          |          |          |          |          |

| Dezember | Dezember | Dezember | Dezember | Dezember | Dezember | Dezember | Dezember |
| Kw       | Mo       | Di       | Mi       | Do       | Fr       | Sa       | So       |
| -------- | -------- | -------- | -------- | -------- | -------- | -------- | -------- |
| 48       |          |          | 1        | 2        | 3        | 4        | 5        |
| 49       | 6        | 7        | 8        | 9        | 10       | 11       | 12       |
| 50       | 13       | 14       | 15       | 16       | 17       | 18       | 19       |
| 51       | 20       | 21       | 22       | 23       | 24       | 25       | 26       |
| 52       | 27       | 28       | 29       | 30       | 31       |          |          |

## Ereignisse

### Politik und Weltgeschehen

#### Zweiter Englisch-Niederländischer Seekrieg

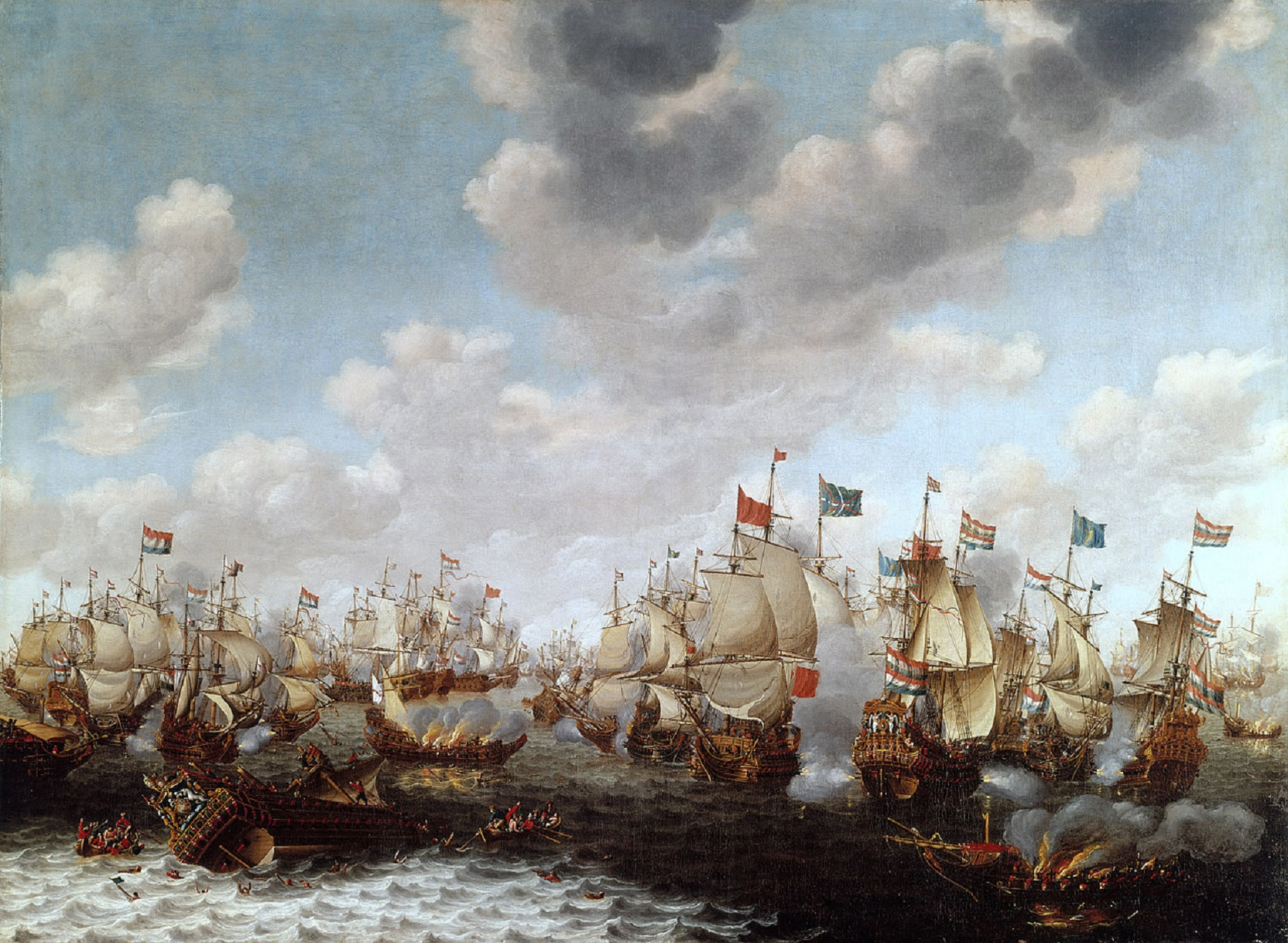
Viertageschlacht, Pieter Cornelisz van Soest

- 14. Juni: Nach der gewonnenen Viertageschlacht (Four Days Battle) glauben die Niederländer, die englische Flotte im Englisch-Niederländischen Krieg zerstört zu haben.

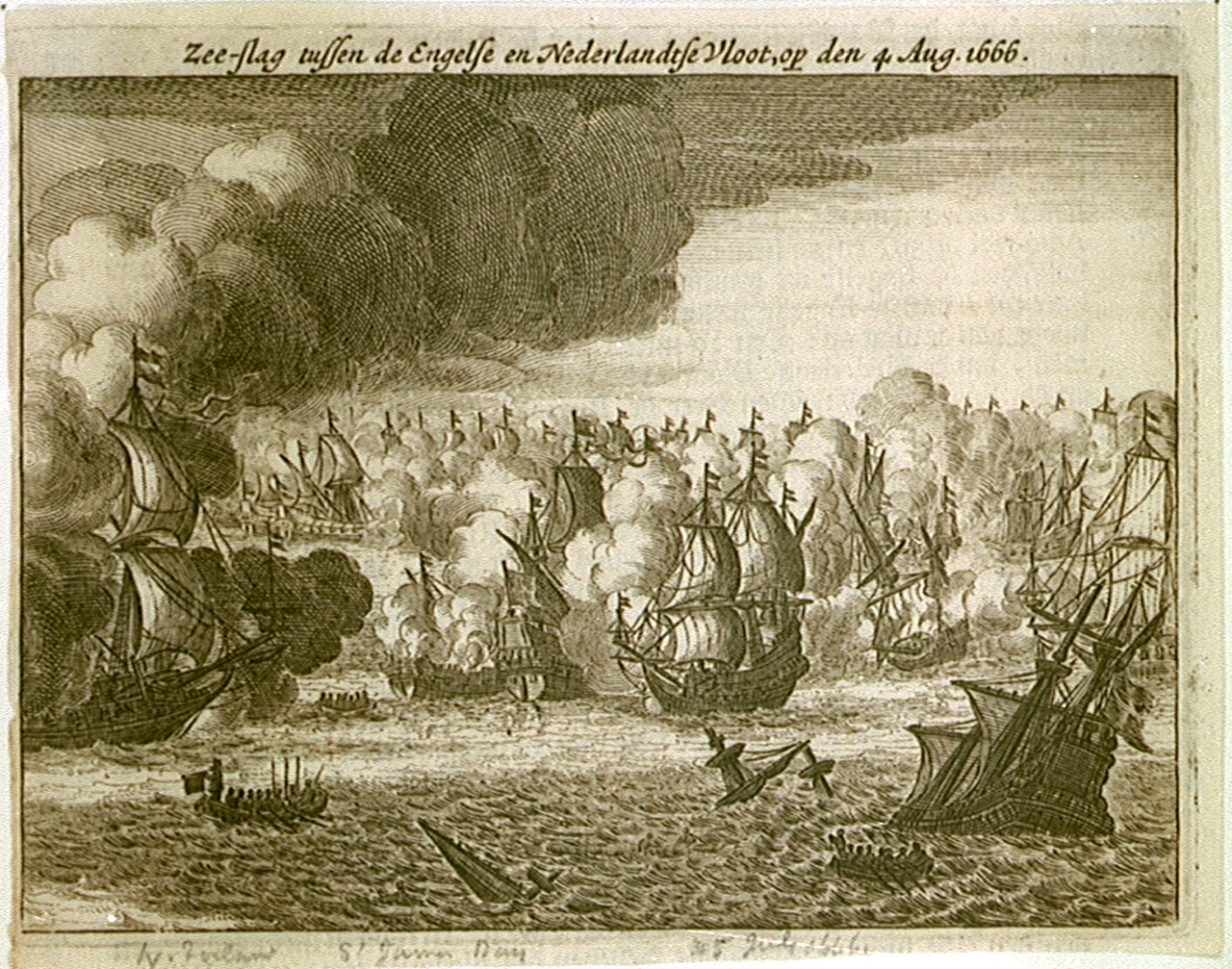
St. James Day Fight, unbekannter niederländischer Künstler

- 4./5. August: Der St. James’s Day Fight (Tweedagse Zeeslag), eine zweitägige Seeschlacht, endet mit einem Erfolg der Engländer. Admiral Michiel de Ruyter gelingt es allerdings, den Rückzug seiner holländischen Flotte geschickt zu decken.
- 20. August: Die Engländer legen Feuer in West-Terschelling und zerstören den Ort nahezu vollständig.

#### Zweiter Bremisch-Schwedischer Krieg
- 28. Oktober: In Den Haag bilden die Generalstaaten, Dänemark, der Große Kurfürst Friedrich Wilhelm von Brandenburg und der Herzog von Braunschweig-Lüneburg eine Quadrupelallianz, um die Stadt Bremen vor einem Zugriff Schwedens zu schützen.
- 15. November: Der Friede zu Habenhausen zwischen Bremen und Schweden wird geschlossen.

#### Krieg um Kreta

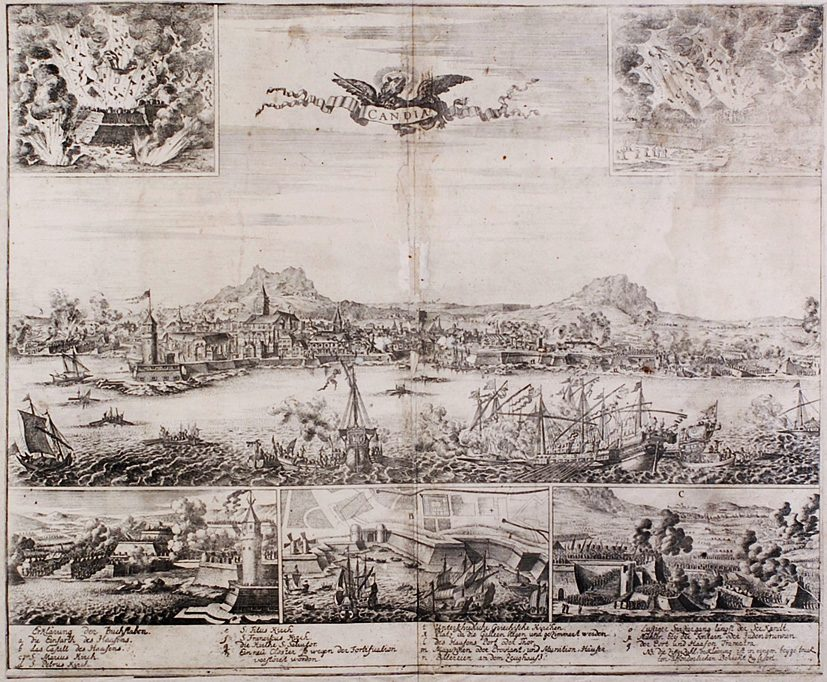
Belagerung von Candia (Urheber unbekannt)

- Frühjahr: Die Osmanen verstärken im Krieg um Kreta ihre Angriffe bei der nun schon 18 Jahre dauernden Belagerung von Candia. Sie beginnen die Festung zu bestürmen, verlieren aber bis zum Herbst fast 20.000 Mann. Ein Heer von Sklaven und Schanzarbeitern gräbt Laufgräben und Minenstollen. Der Kampf verlagert sich unter die Erde. Der Minenkrieg bleibt bis zum Ersten Weltkrieg in seinem Ausmaß einzigartig.

#### Weitere Ereignisse in Europa
- 2. Juni: Im Rahmen der Hexenverfolgung in Lemgo wird der Pfarrer Andreas Koch hingerichtet.
- 9. September: Mit dem Vertrag von Kleve versuchen das Kurfürstentum Brandenburg und das Herzogtum Pfalz-Neuburg, den Jülich-Klevischen Erbfolgestreit endgültig zu beenden.
- In Charleroi wird die Festung „Charnoy“ angelegt.
- Am Fluss Uda legen Kosaken die Überwinterungsstation Udinskoje an, die sich Jahrhunderte später zur Hauptstadt Burjatiens entwickelt.

#### Karibik
- 30. März: Erik Niels Smit hisst den Dannebrog auf der Karibikinsel Saint Thomas, und gründet damit die Kolonie Dänisch-Westindien.
- Geschichte Antigua und Barbudas: Auf Barbuda wird die erste dauerhafte englische Siedlung errichtet.

### Wissenschaft und Technik

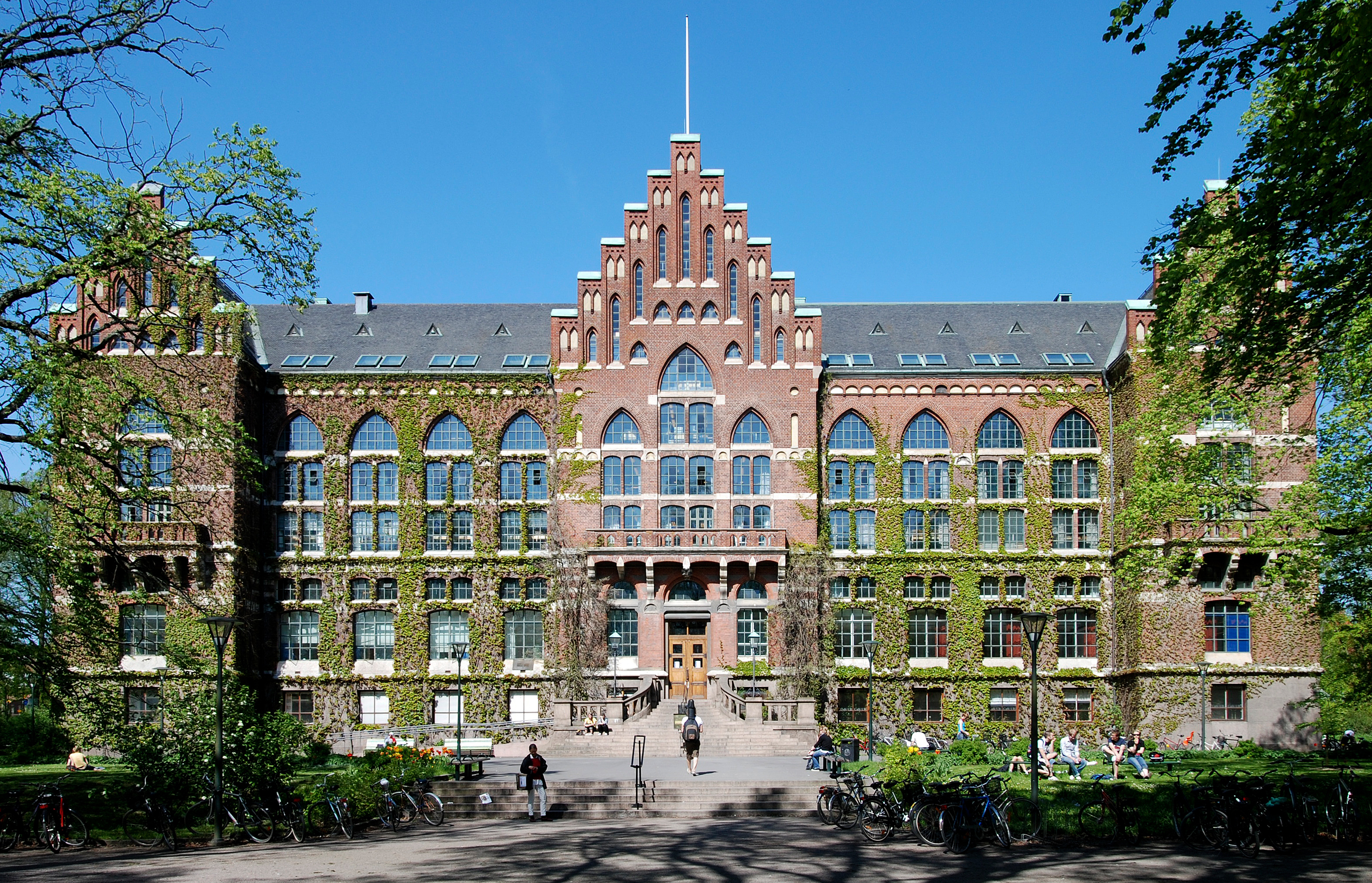
Die Universitätsbibliothek Lund auf dem Helgonabacken

- 19. Dezember: Die Universität Lund in Schweden wird gegründet. Sie dient dem Zweck, den dänischen Einfluss in Lund und den Regionen Schonen, Blekinge und Halland zurückzudrängen, die erst 1658 im Zweiten Nordischen Krieg an Schweden abgetreten worden sind.
- Isaac Newton entwickelt die klassische Mechanik und bringt dem Jahr 1666 im 19. Jahrhundert die Bezeichnung annus mirabilis ein.

Hydrostatisches Paradoxon in kommunizierenden Gefäßen: In allen Röhren herrscht derselbe Wasserstand, obwohl sich die Wassermengen stark unterscheiden.

- Der in Oxford wirkende irische Naturwissenschaftler Robert Boyle berichtet in seinem Werk Hydrostatical paradoxes, made out by new experiments… über das hydrostatische Paradoxon.

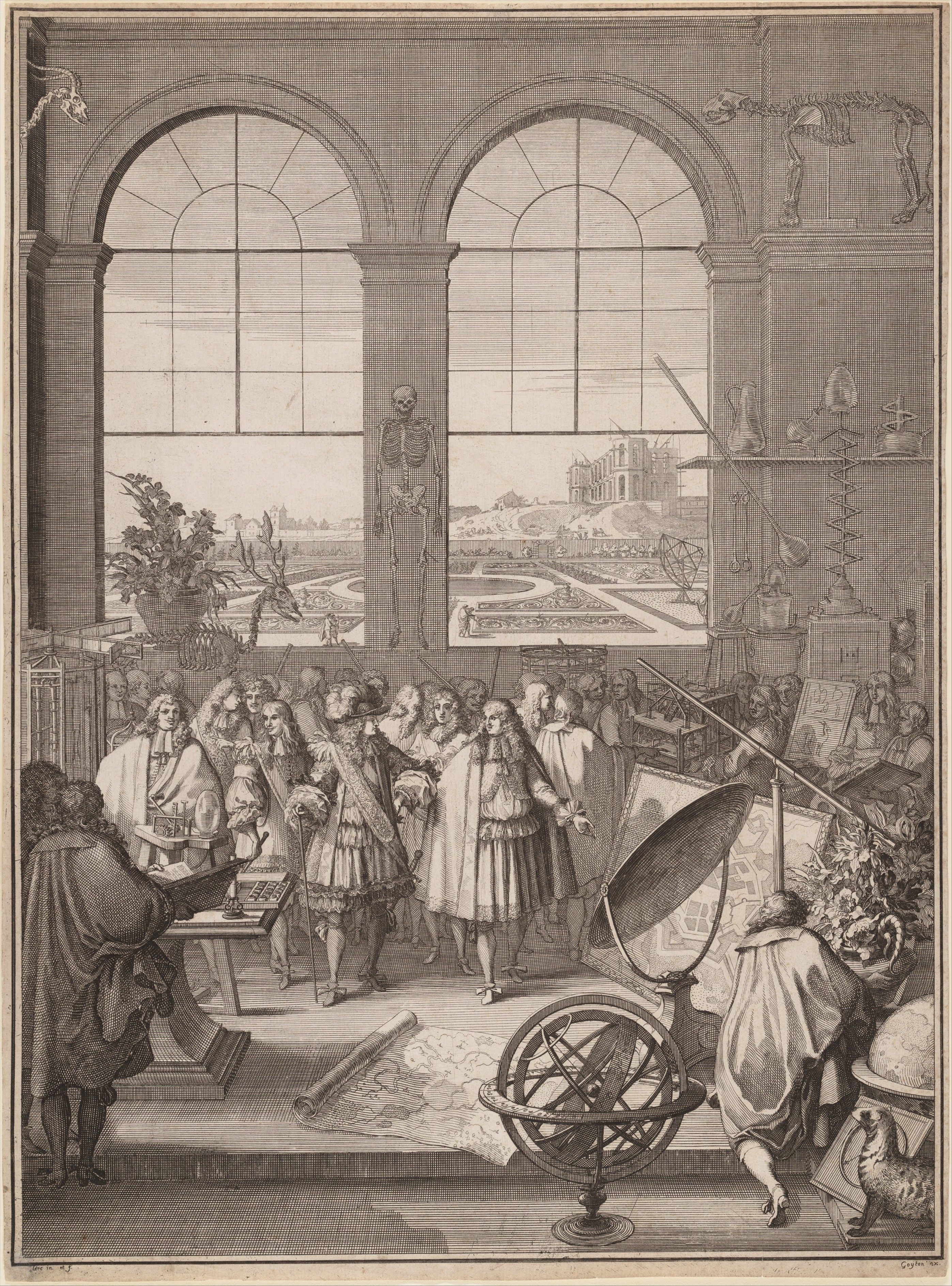
Ludwig XIV. besucht 1671 die Academie royale des sciences

- In Frankreich erfolgt die Gründung der naturwissenschaftlichen Académie royale des sciences durch Jean-Baptiste Colbert.

### Kultur

#### Bildende Kunst
- In Rom gründet die französische Regierung die Académie de France à Rome. Das Studienzentrum soll talentierten Schülern der Pariser Kunstakademie (Académie Royale de Peinture et de Sculpture) die Möglichkeit bieten, die Kunstschätze Italiens zu studieren.

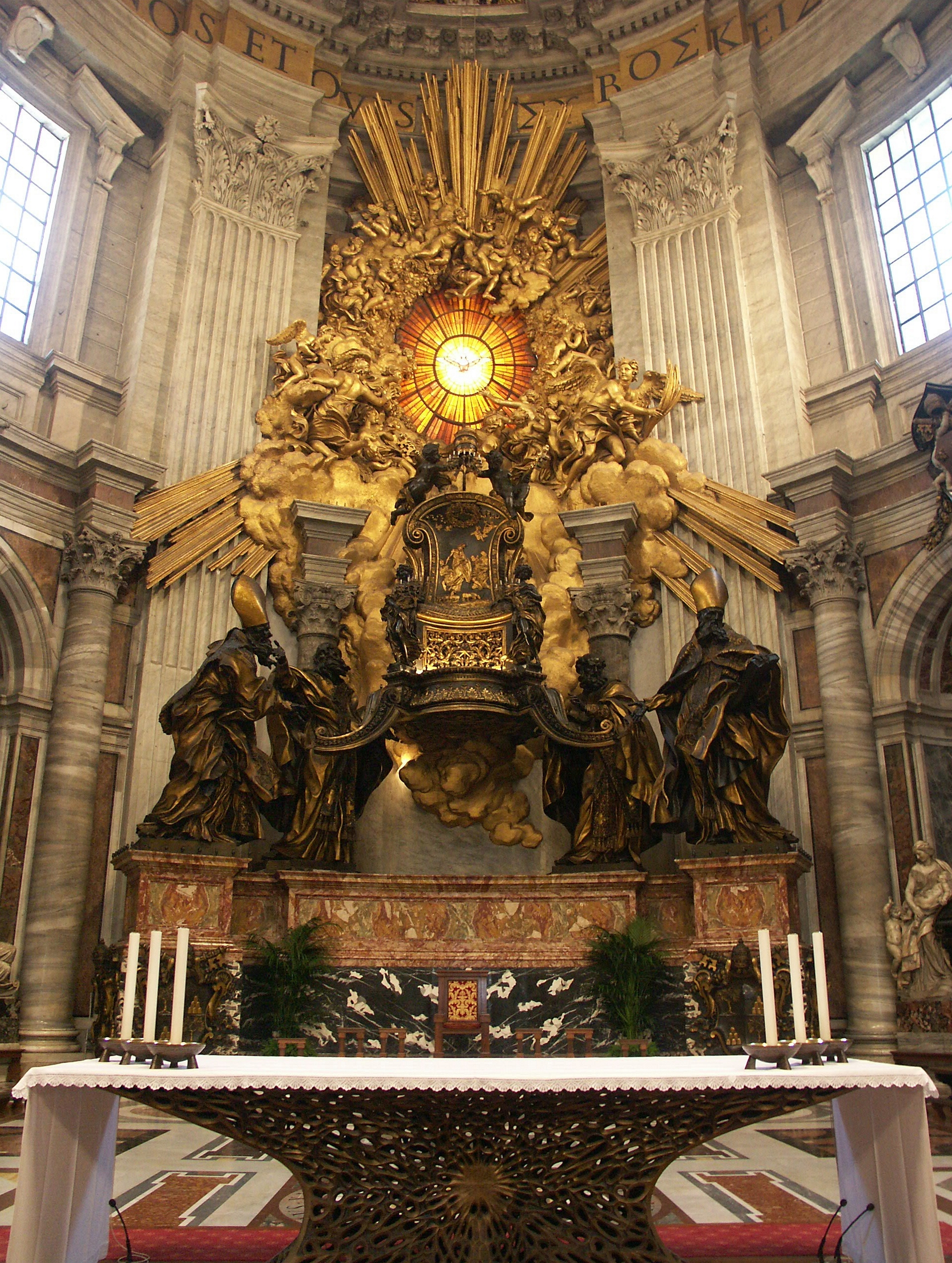
Cathedra Petri

- Gian Lorenzo Bernini vollendet die Cathedra petri, den Papstthron in Rom. Beginn der Arbeiten an dem Werk war im Jahr 1656.

#### Literatur

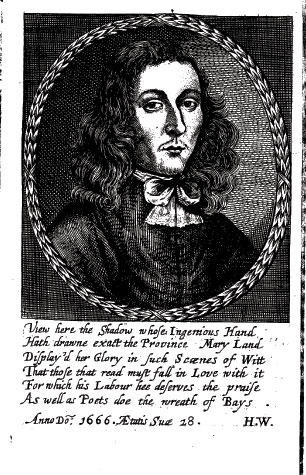
Porträt George Alsops in der Erstausgabe von A Character of the Province of Maryland

#### Musik und Theater
- 4. Juni: Le Misanthrope ou l'Atrabilaire amoureux (Der Menschenfeind), eine Komödie in fünf Akten von Molière, wird im Palais Royal in Paris uraufgeführt. Wie in den meisten seiner Stücke spielt der Autor den Protagonisten selbst.
- 6. August: Die Komödie Der Arzt wider Willen (französisch Le médecin malgré lui) von Molière hat ihre Uraufführung im Palais Royal in Paris. Das Stück verbindet Elemente der italienischen Commedia dell’arte mit der französischen Farce und dem mittelalterlichen Fabliau.
- In Bologna wird die Accademia Filarmonica gegründet. Sie wird zum Zentrum der Bologneser Schule in der Musik.
- Heinrich Schütz komponiert die Matthäus-Passion und die Endfassung seiner Johannes-Passion.
- Der evangelisch-lutherische Theologe Paul Gerhardt dichtet den Christnachtsgesang Kommt und laßt uns Christum ehren.

### Religion
- Die Reformierte Kirche in Lübeck wird von den Bürgermeistern Gotthard von Höveln und Gottschalk von Wickede mündlich anerkannt. Am 26. August feiert Pastor Wilhelm Momma den ersten öffentlichen Gottesdienst im Haus eines Gemeindemitglieds.
- 15. September: Der selbsternannte jüdische Messias Shabbetaj Zvi konvertiert zum Islam.

### Katastrophen
- Die im Vorjahr ausgebrochene Große Pest von London endet. Ihr sind etwa 70.000 Menschen, rund ein Fünftel der Stadtbevölkerung, zum Opfer gefallen. Im Februar erscheint es für den König und sein Gefolge sicher genug, in die Stadt zurückzukehren. Die Pest hat in der Zwischenzeit über die Handelswege Frankreich erreicht, wo die Infektionskette dann im darauf folgenden Winter abbricht. In London fordert die Seuche im Verlauf des Jahres weitere Todesopfer, jedoch in einem überschaubaren Rahmen.

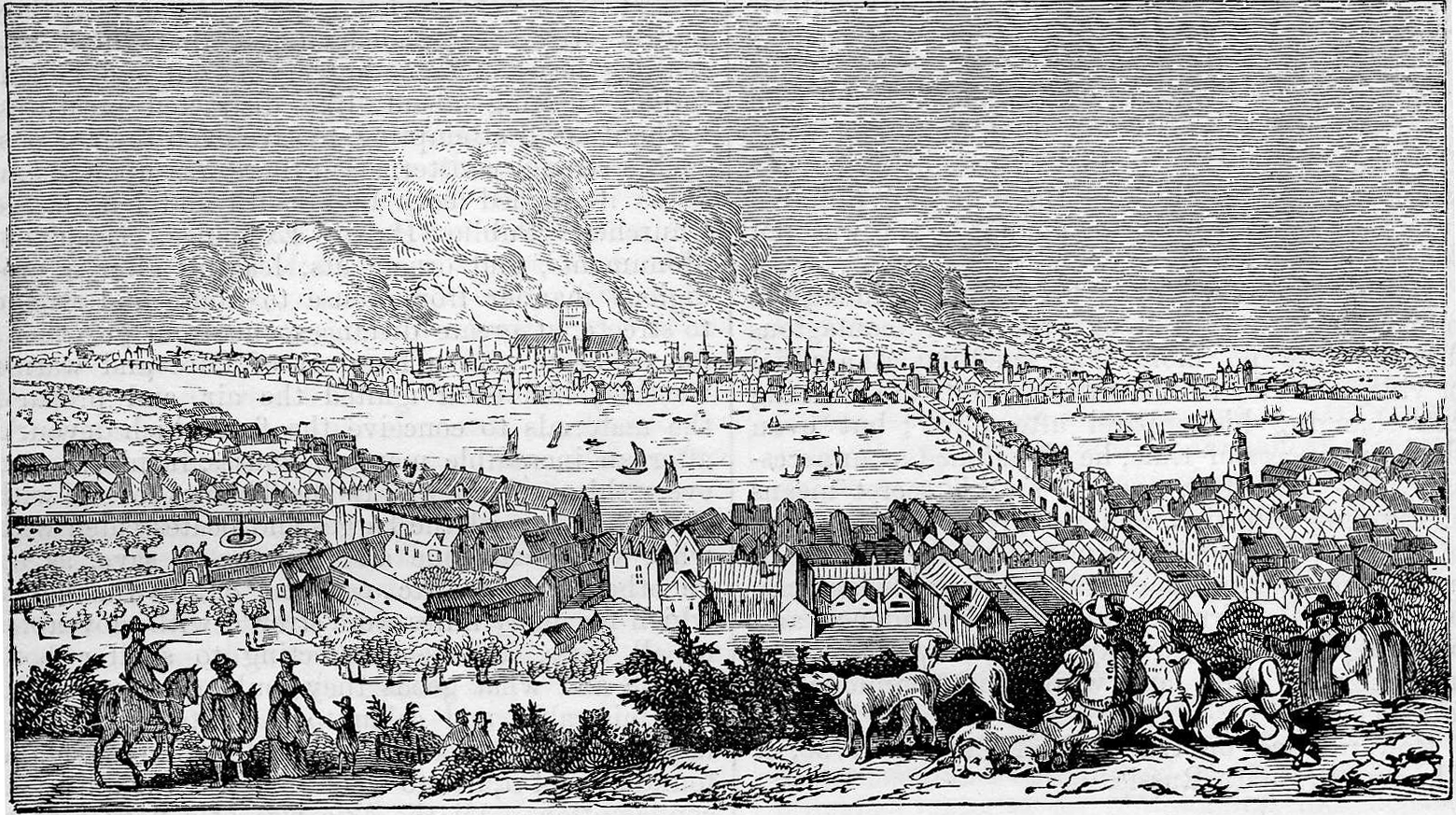
Der Brand vom Südufer der Themse aus

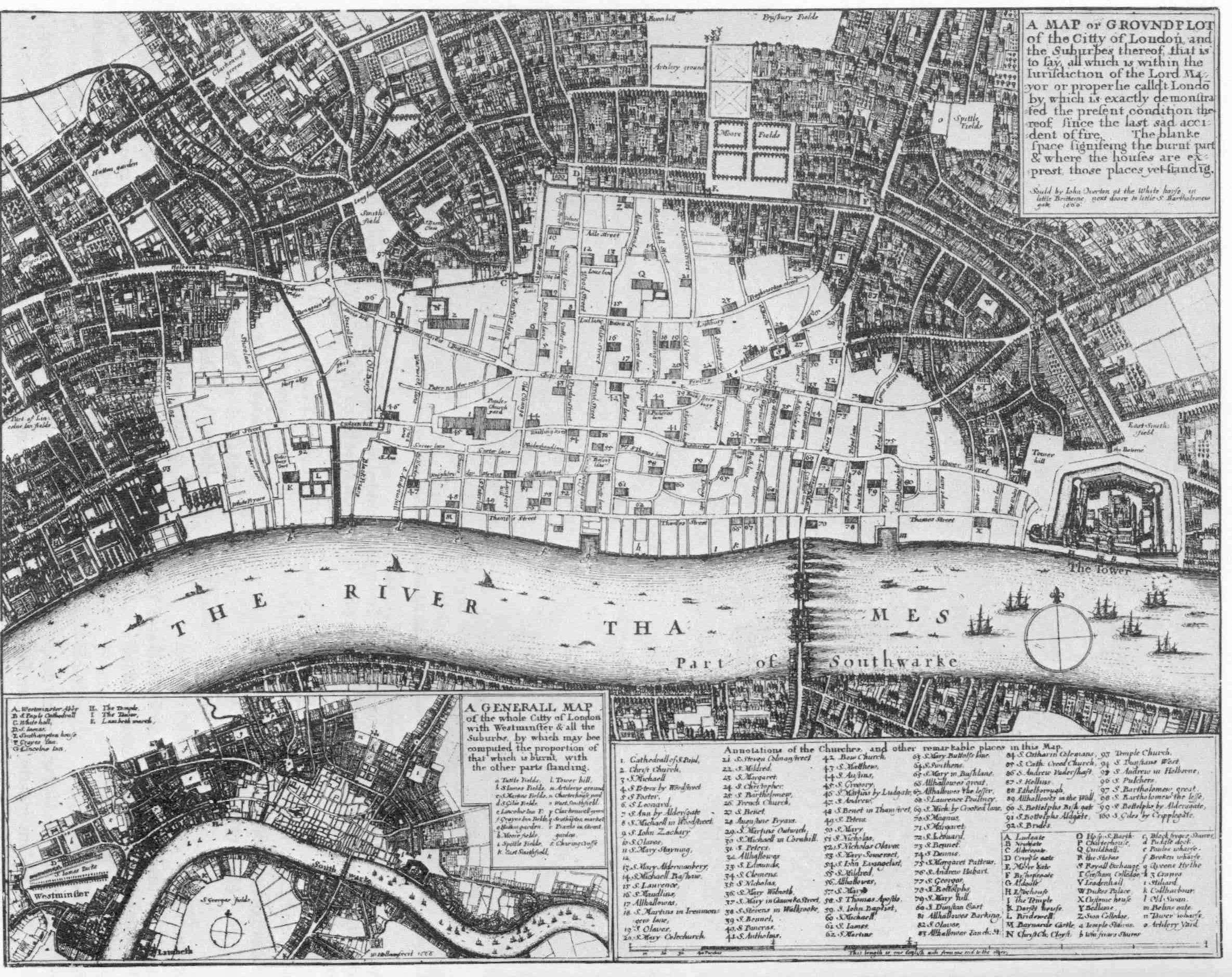
Wenzel Hollar: Stadtplan Londons nach dem großen Brand; die zerstörten Gebiete in Weiß

- 2. bis 5. September: Der in einer Backstube ausgebrochene Große Brand von London zerstört in 4 Tagen vier Fünftel der Stadt, darunter die meisten mittelalterlichen Bauten. Das Feuer macht etwa 100.000 Menschen obdachlos, kostet aber nach offiziellen Zahlen nur wenige das Leben. Es verbreitet sich im Anschluss rasch die Verschwörungstheorie, die Jesuiten hätten das Feuer gelegt. Der französische Uhrmacher Robert „Lucky“ Hubert gesteht – wahrscheinlich unter der Folter – er sei ein Agent des Papstes und habe das Feuer in Westminster gelegt. Trotz überwältigender Beweise für seine Unschuld wird er verurteilt und am 28. September gehängt. Erst nachträglich stellt sich heraus, dass er erst zwei Tage nach dem Brand nach London gekommen ist.

## Geboren

### Januar bis Juni
- 03. Januar: Johann Christoph Egedacher, Salzburger Orgelbauer († 1747)
- 09. Januar: Johannes Köck, österreichischer Orgelbauer († 1721)
- 10. Januar: Reinhold Carl von Rosen, französischer Generalleutnant († 1744)
- 17. Januar: Juriaen Pool, niederländischer Porträtmaler und Kupferstecher († 1745)
- 17. Januar: Johann Daniel Preissler, Nürnberger Maler böhmischer Abstammung († 1737)
- 21. Januar: Christian Müller, deutscher Pädagoge († 1746)
- 01. Februar: Marie Thérèse de Bourbon-Condé, Fürstin von Conti († 1732)
- 09. März: Johann Georg Rohr, Glockengießer in Heilbronn († 1722)
- 15. März: George Bähr, deutscher Baumeister, Erbauer der Frauenkirche in Dresden († 1738)
- 16. März: Taco Hajo van den Honert, deutscher reformierter Theologe († 1740)
- 21. März: Ogyū Sorai, japanischer neokonfuzianischer Philosoph († 1728)
- 27. März: Gurdon Saltonstall, britischer Kolonialbeamter und Gouverneur der Colony of Connecticut († 1724)
- 07. April: Wilhelm Hyacinth, Prinz von Oranien († 1743)
- 11. April: José de Patiño y Morales, spanischer Staatsmann († 1736)
- 12. April: Pierre Le Gros der Jüngere, französischer Bildhauer in Rom († 1719)
- 19. April: Sarah Kemble Knight, Geschäftsfrau in Neuengland, Tagebuchschreiberin († 1727)
- 05. Mai: Johann Heinrich Buttstedt, deutscher Organist und Komponist († 1727)
- 14. Mai: Vittorio Amadeo II., Herzog von Savoyen, König von Sizilien bzw. Sardinien († 1732)
- 09. Juni: Louis-Armand de Lom d’Arce, französischer Offizier und Reisender in den französischen Kolonien Nordamerikas († 1716)
- 17. Juni: Antonio Maria Valsalva, italienischer Anatom und Chirurg († 1723)

### Juli bis Dezember
- 08. Juli: Ludwig von Brandenburg, Prinz und Markgraf von Brandenburg († 1687)
- 27. Juli: Heinrich Freiherr von Huyssen, deutscher Diplomat und Berater Peter des Großen († 1739)
- 06. August: Marie Sophie von der Pfalz, Königin von Portugal († 1699)
- 12. August: Antonio Balestra, italienischer Maler, Zeichner und Kupferstecher († 1740)
- 12. August: Odoardo II. Farnese, Herzog von Parma und Piacenza († 1693)
- 23. August: Franziska Barbara von Weltz, Gräfin von Hohenlohe-Neuenstein und Gräfin von Hohenlohe-Waldenburg-Schillingsfürst († 1718)
- 24. August: Damian Hugo Graf von Virmont zu Neersen, deutscher General und Diplomat († 1722)
- 25. August: Andrei Artamonowitsch Matwejew, russischer Diplomat († 1728)
- 26. August: Henriette Amalie von Anhalt-Dessau, Fürstin von Nassau-Diez und Statthalterin von Friesland, Groningen und Drenthe († 1726)
- 04. September: Anna Maria Ehrenstrahl, schwedische Malerin († 1729)
- 05. September: Gottfried Arnold, deutscher Theologe, machte sich um die Kirchengeschichtsschreibung verdient († 1714)
- 06. September: Iwan V., Zar von Russland († 1696)
- 15. September: Sophie Dorothea von Braunschweig-Lüneburg, Königin von Großbritannien († 1726)
- 17. September: Sigmund Friedrich von Khevenhüller, Landeshauptmann von Kärnten († 1742)
- 02. Oktober: Marie Anne de Bourbon, uneheliche Tochter Ludwigs XIV., Fürstin von Conti († 1739)
- 09. Oktober: Christian August von Sachsen-Zeitz, Erzbischof von Gran und Kaiserlicher Prinzipalkommissar († 1725)
- 30. Oktober: Nicolaus Vetter, deutscher Organist und Komponist († 1734)
- 05. November: Attilio Ariosti, italienischer Komponist († 1729)
- 12. November: Mary Astell, englische feministische Schriftstellerin, Rhetorikerin und Philosophin († 1731)
- 15. November: Jean Restout der Ältere, französischer Maler († 1702)
- 17. November: Francisco Fernández de la Cueva Enríquez, spanischer Kolonialverwalter und Vizekönig von Neuspanien († 1733)
- 17. November: Benedetto Luti, italienischer Maler († 1724)
- 19. November: Carl Gustaf Armfelt, schwedischer General († 1736)
- 25. November: Giuseppe Giovanni Guarneri, italienischer Geigenbauer († 1739)
- 27. November: Georg Philipp Rugendas, Augsburger Maler und Kupferstecher († 1742)
- 28. November: Magnus Berg, norwegischer Maler und Elfenbeinschnitzer († 1739)
- 05. Dezember: Francesco Scarlatti, italienischer Violinist und Komponist († um 1741)
- 16. Dezember: Auguste Dorothea, Prinzessin von Braunschweig-Wolfenbüttel († 1751)
- 19. Dezember: Anna Ruysch, niederländische Malerin († 1754)
- 20. Dezember: Richard O’Cahan, britischer Gouverneur von Menorca und Gibraltar († 1736)
- 22. Dezember: Gobind Singh, zehnter und letzter menschliche Guru des Sikhismus († 1708)

### Genaues Geburtsdatum unbekannt
- Johann Josef Auer, deutscher Bildhauer und Holzschnitzer († 1739)
- Michelangelo Faggioli, italienischer Jurist und Komponist († 1733)
- Andreas Hafenegger, österreichischer Architekt und Baumeister des Barocks († 1745)
- Ejima Kiseki, japanischer Schriftsteller († 1735)

## Gestorben

### Erstes Halbjahr
- 20. Januar: Anna von Österreich, Königin von Frankreich (* 1601)

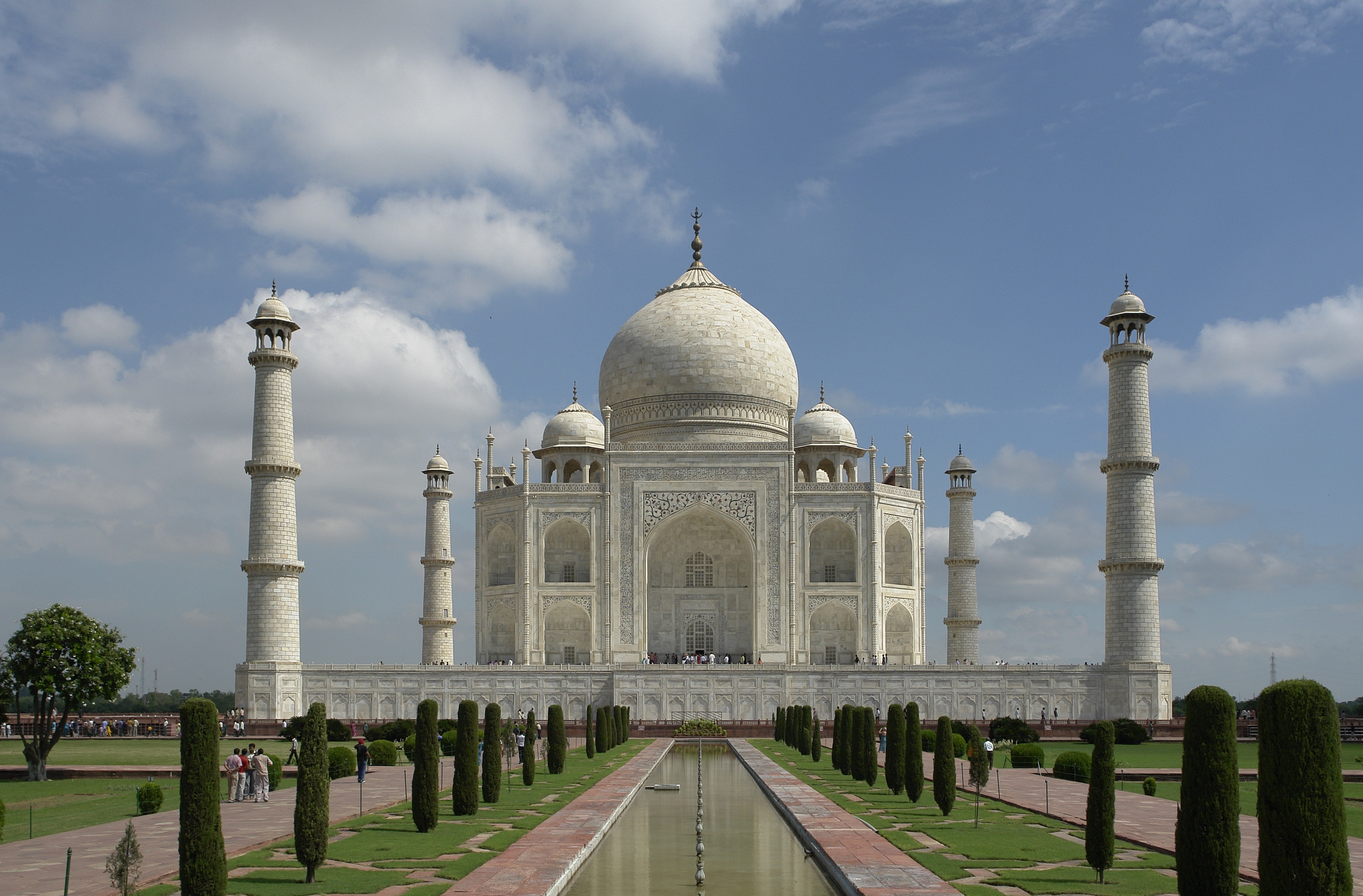
Taj Mahal, Lebenswerk und Grabmal Shan Jahans

- 01. Februar: Shah Jahan, Großmogul von Indien und Erbauer des Taj Mahal (* 1592)
- 16. Februar: Jean de Lauzon, Gouverneur von Neufrankreich (* um 1584)
- 21. Februar: Armand de Bourbon, Fürst von Conti (* 1629)
- 17. März: Diego Benavides de la Cueva, spanischer Offizier und Kolonialverwalter, Vizekönig von Navarra und Vizekönig von Peru (* 1607)
- 01. April: Wenceslaus Leszczynski, Bischof von Ermland, Erzbischof von Gnesen und Primas von Polen-Litauen (* 1605)
- 01. April: Valentin Schäfer, Ratsherr und Bürgermeister von Dresden (* 1592)
- 07. April: Johann Lorentisch, italienischer Steinmetzmeister und Bildhauer (* 1610)
- 08. April: Hans Georg von Schleinitz, deutscher Verwaltungsbeamter und Gelegenheitsdichter (* 1599)
- 12. April: Johann Rudolf Wettstein, Schweizer Politiker und Bürgermeister von Basel (* 1594)
- 01. Mai: Christoph Notnagel, deutscher Mathematiker und Astronom (* 1607)
- 05. Mai: Paul Siefert, deutscher Organist und Komponist (* 1586)
- 13. Mai: Pier Francesco Mola, italienischer Maler (* 1612)
- 21. Mai: Filiberto Lucchese, italienischer Baumeister und Geodät (* 1606)
- 22. Mai: Caspar Schott, Schüler und Mitarbeiter des Universalgelehrten Athanasius Kircher (* 1608)
- 30. Mai: Michael Beer, österreichischer Architekt und Baumeister der Barockzeit (* um 1605)
- 02. Juni: Andreas Koch, evangelischer Pfarrer an der Kirche St. Nicolai in Lemgo und Opfer des Hexenwahns (* um 1619)
- 03. Juni: Christian Chemnitz, deutscher lutherischer Theologe (* 1615)
- 05. Juni: Maria Felicia Orsini, Herzogin von Montmorency (* 1600)
- 11. Juni: Cornelis Evertsen der Ältere, niederländischer Vizeadmiral (* 1610)
- 15. Juni: Pieter de Bitter, niederländischer Seeoffizier (* um 1620)
- 16. Juni: Richard Fanshawe, 1. Baronet, englischer Dichter, Übersetzer, Diplomat und Politiker (* 1608)
- 29. Juni: Mateo Cerezo der Jüngere, spanischer Maler (* 1637)
- 30. Juni: Adam Krieger, deutscher Komponist und Kirchenmusiker (* 1634)

### Zweites Halbjahr
- 05. Juli: Albrecht VI., Herzog von Bayern-Leuchtenberg (* 1584)
- 20. Juli: Sakaida Kakiemon, japanischer Porzellanmaler (* 1596)
- 23. Juli: Katharina Steb, Opfer der Hexenverfolgungen in Hohenzollern-Sigmaringen
- 27. Juli: Georg Lilien, deutscher lutherischer Theologe (* 1597)
- 30. Juli: Franz Erdmann, Herzog von Sachsen-Lauenburg und kaiserlicher Generalfeldmarschall (* 1629)
- 05. August: Johan Evertsen, niederländischer Vizeadmiral (* 1600)
- 10. August: Georg Friedrich vom Holtz zu Niederholz, Obristwachtmeister und Generalfeldzeugmeister im Dreißigjährigen Krieg (* 1597)
- 15. August: Adam Schall von Bell, deutscher Wissenschaftler und Missionar (* 1592)
- 19. August: Anton Günther I., Graf in Sondershausen (* 1620)
- 26. August: Frans Hals, niederländischer Maler (* zwischen 1580 und 1585)
- 30. August: Benedikt Carpzov, Kriminalist und Hexentheoretiker, gilt als Begründer der deutschen Rechtswissenschaft (* 1595)
- 10. September: Christian Günther II., Fürst von Schwarzburg-Sondershausen zu Arnstadt (* 1616)
- 11. September: Paul Fürst, deutscher Verleger, Buch- und Kunsthändler (* 1608)
- 17. September: August der Jüngere, Herzog zu Braunschweig-Lüneburg, Fürst von Braunschweig-Wolfenbüttel (* 1579)
- 23. September: François Mansart, französischer Architekt und Baumeister (* 1598)
- 23. September: Hannibal Sehested, dänischer Staatsmann (* 1609)
- 25. September: Abbas II., Schah von Persien (* 1633)
- 27. September: Georg Albrecht von Brandenburg-Kulmbach, deutscher Adeliger (* 1619)
- 30. September: Tönnies Blome, deutscher Bildhauer (* vor 1632)
- 10. Oktober: Hermann Adolf zur Lippe-Detmold, Landesherr der Grafschaft Lippe-Detmold (* 1616)
- 12. Oktober: Theodor Graswinckel, niederländischer Jurist
- 03. November: Ascanio Filomarino, Erzbischof von Neapel (* 1583)
- 06. November: Luisa von Guzmán, Königin von Portugal (* 1613)
- 22. Dezember: Giovanni Francesco Barbieri, genannt Il Guercino, italienischer Maler (* 1591)
- 26. Dezember: Alexandrine von Taxis, Generalpostmeisterin der Kaiserlichen Reichspost und Generalpostmeisterin in den Spanischen Niederlande (* 1589)

### Genaues Todesdatum unbekannt
- Hans Konrad Asper, deutscher Bildhauer, Baumeister und Münchner Hofbaumeister (* um 1588)

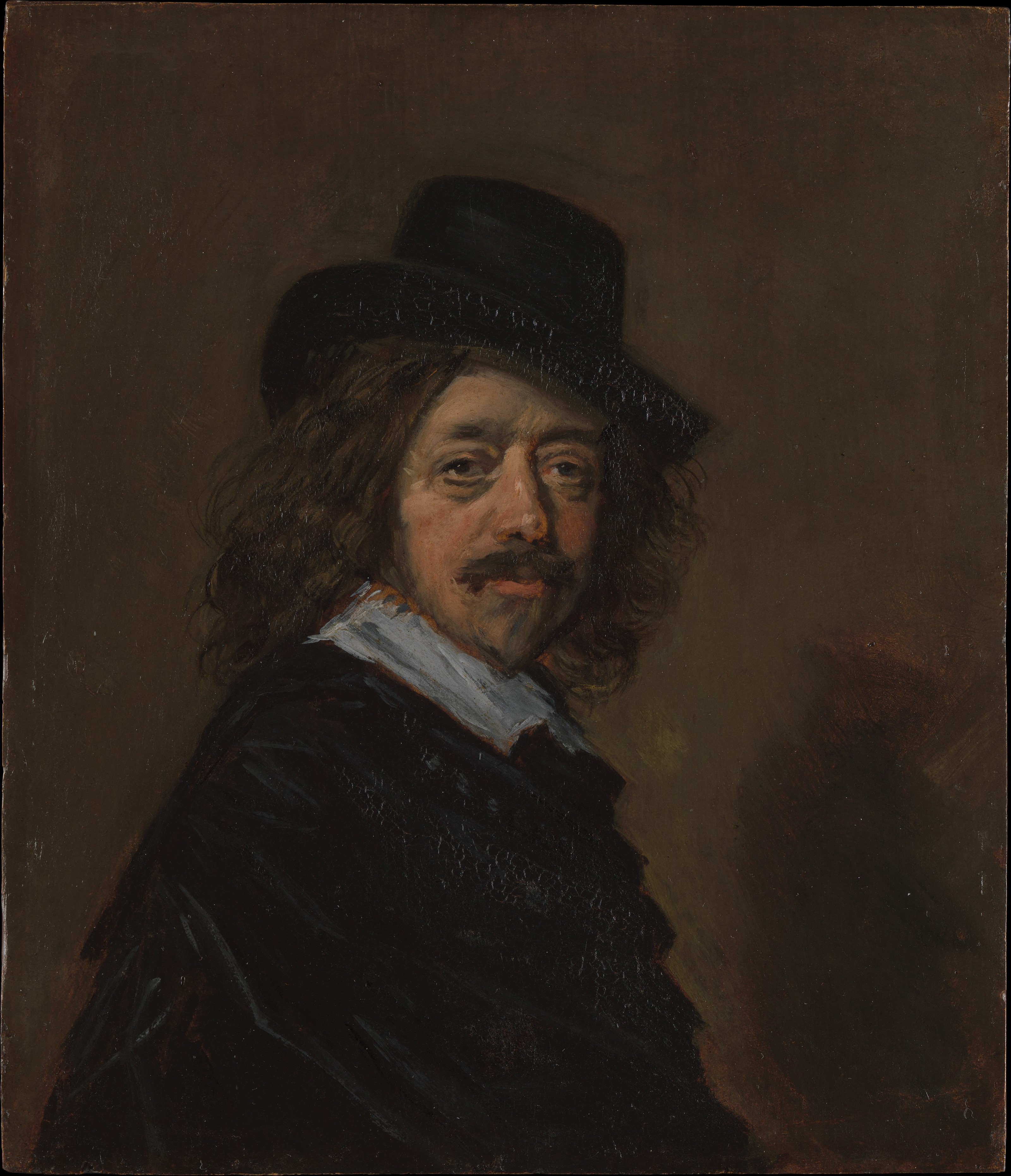
Selbstporträt von Frans Hals (ca. 1650)

- Frans Hals, holländischer Maler (* zwischen 1580 und 1585)
- Johann Rudolf Philipp Forer, Schweizer evangelischer Geistlicher (* 1598)